# Depuch Island
Depuch Island är en ö i Australien. Den ligger i delstaten Western Australia, omkring 1 300 kilometer norr om delstatshuvudstaden Perth. Arean är 11,6 kvadratkilometer. Den sträcker sig 5,1 kilometer i nord-sydlig riktning, och 3,5 kilometer i öst-västlig riktning.
Stäppklimat råder i trakten. Genomsnittlig årsnederbörd är 473 millimeter. Den regnigaste månaden är januari, med i genomsnitt 198 mm nederbörd, och den torraste är augusti, med 1 mm nederbörd.